# キュウリ属
キュウリ属(Cucumis)はウリ科のつる植物で、アフリカとアジアに分布する。キュウリ、メロン、ツノニガウリ、ニシインドコキュウリなどが含まれる。

## 主な種
- Cucumis anguria　ニシインドコキュウリ
- Cucumis dipsaceus
- Cucumis ficifolius
- Cucumis humifructus
  - 果実は地中で成熟し、ツチブタに食べられることで種を拡散する
- Cucumis melo メロン、マクワウリ、シロウリ、シマウリ
- Cucumis metuliferus ツノニガウリ（キワノ、ツノメロン）
- Cucumis myriocarpus
- Cucumis prophetarum
- Cucumis sativus キュウリ

## 画像

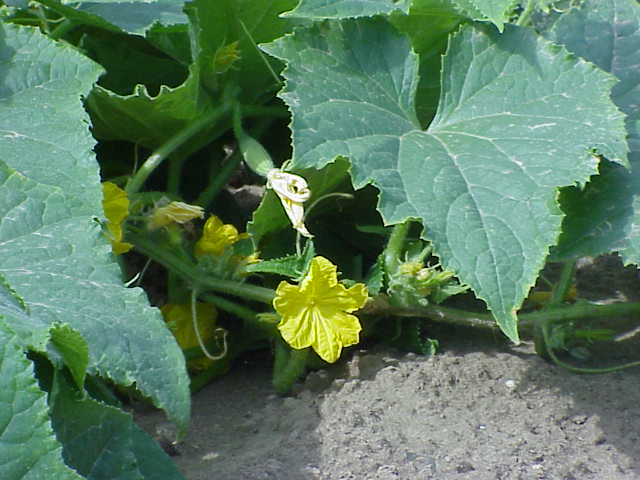
キュウリの花
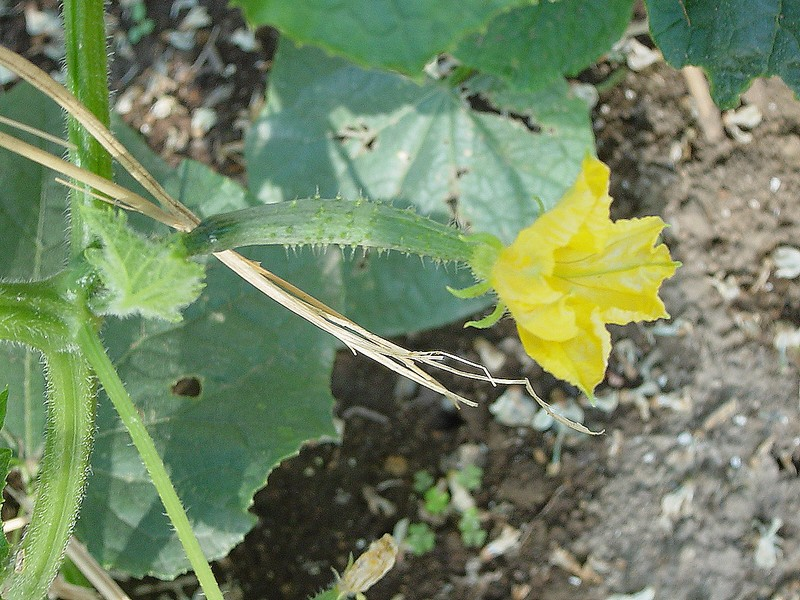
キュウリの雌花
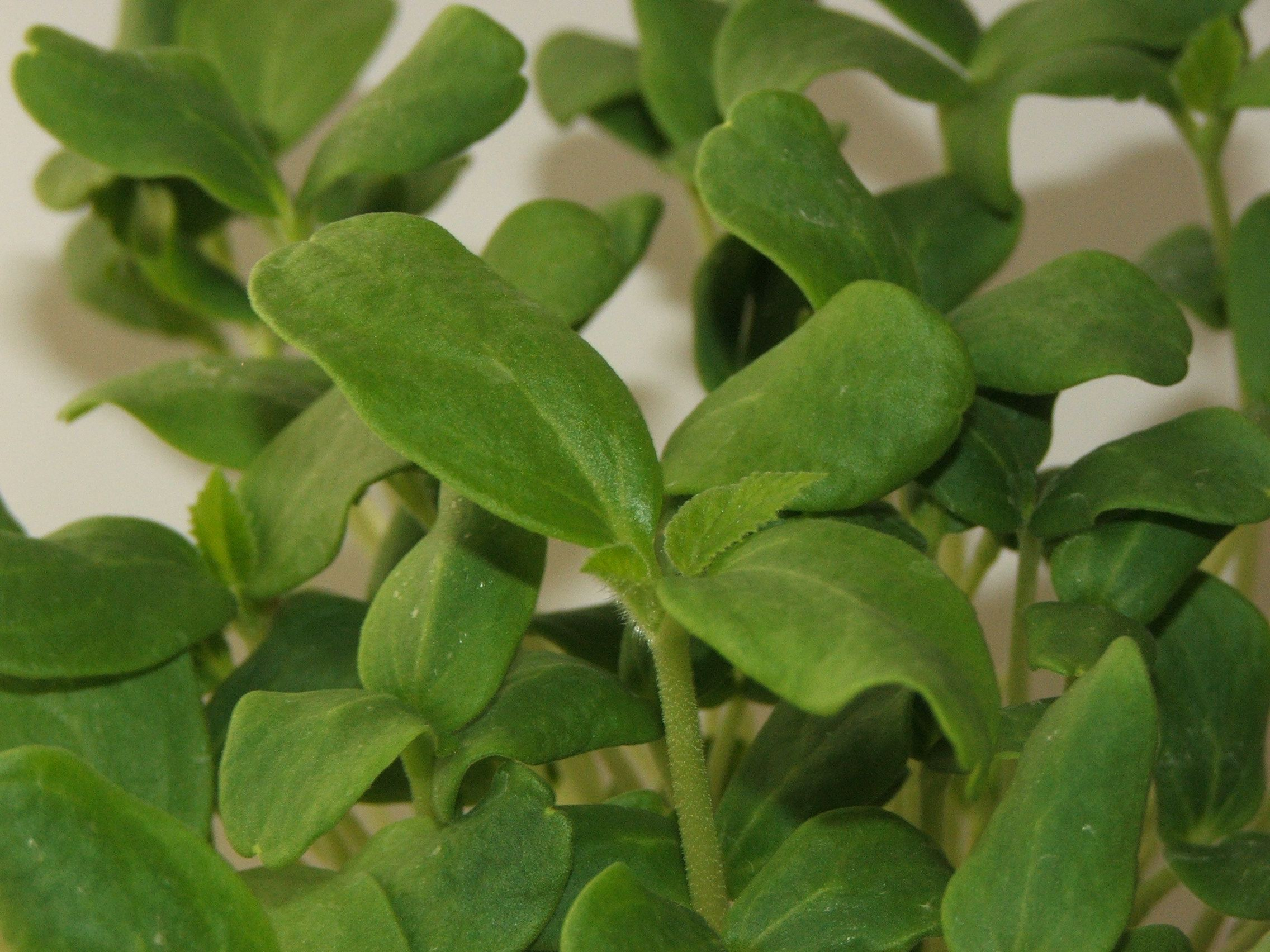
メロンの芽
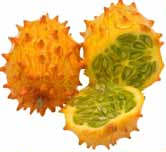
キワノ